# Carex massonii
Carex massonii är en halvgräsart som beskrevs av Cay. och Ernest Lepage. Carex massonii ingår i släktet starrar, och familjen halvgräs. Inga underarter finns listade i Catalogue of Life.